# Legio IX Hispana
Legio IX Hispana (IX Іспанський легіон) — римський легіон. Інші назви Legio IX Triumphalis (Тріумфальний) та Legio IX Macedonica (Македонський).

## Історія
Був утворений в місті Аскулум під час Союзницької війни, близько 90 року до н. е. Потім брав участь у походах Гнея Помпея Магнуса — 65 року до н. е. в Іспанії. З 58 року до н. е. брав участь у Галльській війні під проводом Гая Юлія Цезаря. Після цього звитяжно бився біля Диррахіума та Фарсала під час громадянської війни між Цезарем та Помпеєм. Після перемоги Цезар надав ватерам легіону землі у Піцені.
У 44 році до н. е. легіон підтримав цезаріанців, брав участь у битві біля Філіппів, згодом опинився на боці Октавіна. На чолі із останнім бився проти Секста Помпея на Сицилії. 31 року був у битві біля Акціума проти Марка Антонія.
Легіон переміг у кількох боях в Іспанії під час війни проти кантабрів  25—13 роки до н. е. та у війнах на Балканах, за що і отримав титул HISPANA and MACEDONICA. Проте з невідомих причин використовувався тільки титул HISPANA. На початку I ст. н. е. (після 9 року н. е.) легіон перебував у Сісції (сучасне м. Сісак) в Паннонії. В цей період легіон був відправлений до Африки для придушення повстання у Нумідії, яке відбулося у 17-24 роках, але повернувся назад до закінчення повстання.
У 43 році легіон під командуванням консула-суффекта Авла Плавція був викликаний з Паннонії для участі у вторгненні до Британії. У 50 році брав участь в переможній битві біля Цер Карадоца, де було переможено правителя бритів Каратака. Пізніше легіон заснував форт Ліндум Колонія (сучасне м. Лінкольн). Між 52 та 57 році під орудою Цезія Назіки придушив повстання брігантів під проводом Венуція.
Після цього продовжував перебувати у Британії. Тут у 61 році під проводом Квінта Петіллія Цереала легіон стикнувся з повстанням бритських племен на чолі з Боудікою. У битві біля Камулодуна легіон зазнав поразки, втративши 2 тис. легіонерів. В подальшому придушенні повстання легіон фактично не брав участі.
Після поповнення він повернувся до форту Ліндум Колонія. У 69 році британські легіони підтримали Віттелія під час громадянської війни. Окремі загони Дев'ятого легіону брали в ній участь. У 71-72 роках — він учасник римського походу на північ Британії, для остаточного підкорення племені брігантів. Для зміцнення римського керування легіон звів тут форт Еборак (сучасне м. Йорк).
У 79 році намісник Британії Агрікола здійснив низку завойовницьких походів до Каледонії (північ сучасної Шотландії), потім у 82-83 роках проти піктів (північна Шотландія), в яких IX легіон відігравав ключову роль, особливо у перемозі римлян біля Граупійських гір (гранична точка сучасної Шотландії), хоча й зазнав відчутних втрат.
У 83 році деякі загони легіону були перекинуті на Рейн для ведення війни з германським племенем хаттів. Під час цієї війни був нагороджений трибун легіону. Після цього легіон на тривалий час, до 108 року, базувався в Ебораку (північ Британії).
Відомо, що легіон брав участь у зведенні Валу Адріана. З 120 року перебазувався до Германії — м. Ніовіамагус Батаворум (сучасне м. Неймеген, Нідерланди). В подальшому розташовувався поблизу міста Аква Гранні (сучасне м. Аахен, Німеччина). Про діяльність цього легіону після 130 року майже нічого не відомо.
Список легіонів, складений у 161—180 роках, не містить жодних згадок про IX легіон. За деякими відомостями легіон було знищено під час повстання в Юдеї у 132 році. Інші автори вказують на загибель легіону під час Парфянської війни у 161 році, проте це не підтверджено вагомими джерелами.